# George Gaynes
George Gaynes, nato George Jongejans (Helsinki, 16 maggio 1917 – North Bend, 15 febbraio 2016), è stato un attore e produttore cinematografico finlandese naturalizzato statunitense.
È noto al pubblico per avere interpretato il comandante Eric Lassard nella serie cinematografica Scuola di polizia dal 1984 al 1994.

## Biografia
Nacque da Iya Grigorievna de Gay, Lady Adby, e dall'imprenditore olandese Gerrit Jongejans. Suo zio era l'attore Gregory Gaye. Ha vissuto tra Francia, Inghilterra e Svizzera.
Nel 1937 terminò gli studi a Losanna e dal 1938 al 1939 studiò musica a Milano. Nel 1940 visse in Francia e, durante la Campagna di Francia, si rifugiò sui Pirenei e venne arrestato dalla polizia della Spagna franchista.
Nel 1942 venne rilasciato e nel 1943 si arruolò nella Koninklijke Marine, prestando servizio su una Nave ausiliaria che stazionava a Holyhead in Galles. Grazie alla sua conoscenza di molte lingue, fu distaccato alla Royal Navy come traduttore per lo Sbarco in Sicilia e poi su un cacciatorpediniere nello Sbarco di Anzio. Nel 1946 terminò il servizio militare in marina, tornò in Francia e nel 1948 acquisì la cittadinanza statunitense.
A Broadway nel 1950 interpretò Kofner nella prima assoluta de Il console, con Patricia Neway e Cornell MacNeil, in scena anche nel 1951 a Londra diretto da Thomas Schippers, con la Neway e MacNeil. Sempre nel 1950 interpretò Jupiter nella prima assoluta a Broadway di Out of This World di Cole Porter con Charlotte Greenwood, David Burns e William Redfield. Nel 1953 fu Robert Baker nella prima assoluta di Wonderful Town con Rosalind Russell ed Edie Adams, sempre a Broadway. Nel 1957 interpretò Jeff Moss in Bells Are Ringing di Jule Styne con Janet Blair e Allyn Ann McLerie al Coliseum Theatre di Londra. Nel 1973 prese parte al film televisivo Trilogia del terrore e nel 1987 affiancò Giancarlo Giannini nel film Ternosecco, diretto dallo stesso Giannini.
Sposato dal 1953 con l'attrice Allyn Ann McLerie, lo stesso anno si iscrisse all'Actors Studio di New York che frequentò fino al 1958.
Morì il 15 febbraio 2016, all'età di 98 anni.

## Filmografia parziale

### Cinema
- Crisantemi per un delitto (Les Félins), regia di René Clément (1964)
- Il gruppo (The Group), regia di Sidney Lumet (1966)
- Abbandonati nello spazio (Marooned), regia di John Sturges (1969)
- Le mogli (Doctors' Wives), regia di George Schaefer (1971)
- Mai con la luna piena (The Boy Who Cried Werewolf), regia di Nathan Juran (1973)
- Un duro al servizio della polizia (Slaughter's Big Rip-Off), regia di Gordon Douglas (1973)
- Come eravamo (The Way We Were), regia di Sydney Pollack (1973)
- Balordi & Co. - Società per losche azioni capitale interamente rubato $ 1.000.000 (Harry and Walter Go to New York), regia di Mark Rydell (1976)
- Vecchia America (Nickelodeon), regia di Peter Bogdanovich (1976)
- Stati di allucinazione (Altered States), regia di Ken Russell (1980)
- Il mistero del cadavere scomparso (Dead Men Don't Wear Plaid), regia di Carl Reiner (1982)
- Tootsie, regia di Sydney Pollack (1982)
- Essere o non essere (To Be or Not to Be), regia di Alan Johnson (1983)
- Scuola di polizia (Police Academy), regia di Hugh Wilson (1984)
- Micki e Maude (Micki + Maude), regia di Blake Edwards (1984)
- Scuola di polizia 2 - Prima missione (Police Academy 2: Their First Assignment), regia di Jerry Paris (1985)
- Scuola di polizia 3 - Tutto da rifare (Police Academy 3: Back in Training), regia di Jerry Paris (1986)
- Un tassinaro a New York, regia di Alberto Sordi (1987)
- Scuola di polizia 4 - Cittadini in... guardia (Police Academy 4: Citizens on Patrol), regia di Jim Drake (1987)
- Ternosecco, regia di Giancarlo Giannini (1987)
- Scuola di polizia 5 - Destinazione Miami (Police Academy 5: Assignment: Miami Beach), regia di Alan Myerson (1988)
- Scuola di polizia 6 - La città è assediata (Police Academy 6: City Under Siege), regia di Peter Bonerz (1989)
- Vanya sulla 42esima strada (Vanya on 42nd Street), regia di Louis Malle (1994)
- Scuola di polizia - Missione a Mosca (Police Academy: Mission to Moscow), regia di Alan Metter (1994)
- The Fantastic Four, regia di Oley Sassone (1994)
- La seduzione del male (The Crucible), regia di Nicholas Hytner (1996)
- Sesso & potere (Wag the Dog), regia di Barry Levinson (1997)
- Oggi sposi... niente sesso (Just Married), regia di Shawn Levy (2003)

### Televisione
- West Point – serie TV, episodio 1x09 (1956)
- La parola alla difesa (The Defenders) – serie TV, episodio 1x27 (1962)
- Hawaiian Eye – serie TV, episodio 4x04 (1962)
- Cheyenne – serie TV, episodio 7x10 (1962)
- L'ora di Hitchcock (The Alfred Hitchcock Hour) – serie TV, episodio 1x11 (1962)
- The Gallant Men – serie TV, episodio 1x19 (1963)
- Assistente sociale (East Side/West Side) – serie TV, episodio 1x07 (1963)
- The Patty Duke Show – serie TV, episodio 2x18 (1965)
- Bonanza – serie TV, episodio 9x22 (1968)
- Mannix – serie TV, episodio 2x08 (1968)
- Missione impossibile (Mission: Impossible) – serie TV, episodio 3x07 (1968)
- Hawaii Squadra Cinque Zero (Hawaii Five-O) – serie TV, episodio 2x25 (1970)
- Gli eroi di Hogan (Hogan's Heroes) – serie TV, episodio 6x15 (1971)
- Aspettando il domani (Search for Tomorrow) – serie TV, 2 episodi (1971-1972)
- Search – serie TV, episodio 1x08 (1972)
- Colombo (Columbo) – serie TV, episodi 2x01-3x02 (1972-1973)
- L'uomo da sei milioni di dollari (Six Million Dollar Man) – serie TV, episodio 2x01 (1974)
- Cannon – serie TV, episodio 4x07 (1974)
- McMillan e signora (McMillan & Wife) – serie TV, episodio 4x04 (1974)
- Trilogia del terrore (Trilogy of Terror), regia di Dan Curtis – film TV (1975)
- Uno sceriffo a New York (McCloud) – serie TV, episodio 6x03 (1975)
- La città degli angeli (City of Angels) – serie TV, episodio 1x07 (1976)
- La squadriglia delle pecore nere (Baa Baa Black Sheep) – serie TV, episodio pilota (1976)
- Capitani e Re (Captains and the Kings) – miniserie TV, terzo capitolo (1976)
- Racconti della frontiera (The Quest) – serie TV, episodio 1x04 (1976)
- Delvecchio – serie TV, episodio 1x09 (1976)
- Il sogno americano (Rich Man, Poor Man Book II) – serie TV, 5 episodi (1976-1977)
- WKRP in Cincinnati – serie TV, episodio 2x11 (1979)
- General Hospital – serial TV, 4 puntate (1979-1980)
- Quincy (Quincy, M.E.) – serie TV, 2 episodi (1979, 1982)
- Cin cin (Cheers) – serie TV, episodio 2x12 (1983)
- Tuono blu (Blue Thunder) – serie TV, episodio 1x08 (1984)
- ABC Afterschool Specials – serie TV, episodio 13x04 (1984)
- Un detective dal Paradiso (It Came Upon the Midnight Clear), regia di Peter H. Hunt – film TV (1984)
- Punky Brewster – serie TV, 86 episodi (1984-1988)
- Lassie (The New Lassie) – serie TV, episodio 1x06 (1989)
- Chicago Hope – serie TV, 3 episodi (1996)
- Scuola di polizia (Police Academy: The Series) – serie TV, episodio 1x15 (1998)
- I viaggiatori (Sliders) – serie TV, episodio 4x21 (1999)

## Doppiatori italiani
Nelle versioni in italiano delle opere in cui ha recitato, George Gaynes è stato doppiato da:
- Carlo Baccarini in Scuola di polizia 2 - Prima missione, Scuola di polizia 3 - Tutto da rifare, Scuola di polizia 5 - Destinazione Miami, Scuola di polizia 6 - La città è assediata
- Luciano Melani in Scuola di polizia 4 - Cittadini in... guardia, Scuola di polizia - Missione a Mosca
- Mario Feliciani in Essere o non essere, Scuola di polizia
- Carlo Croccolo in Ternosecco
- Dante Biagioni in Punky Brewster (2ª voce)[5]
- Gianni Marzocchi in Tootsie
- Giuseppe Fortis in Punky Brewster (st. 1)[5]
- Pietro Biondi in Vanya sulla 42esima strada
- Riccardo Garrone in Punky Brewster (1ª voce)[5]
- Sergio Fiorentini in Trilogia del terrore
- Sergio Tedesco in Un tassinaro a New York
- Vittorio Di Prima in La seduzione del male